# Língua geral
Língua geral (lingua portoghese: lingua comune o lingua generale) è il nome attribuito a due lingue franche distinte parlate in Brasile: la lingua generale paulista, estinta, e la lingua generale amazzonica, dalla quale deriva lo Nheengatu.
Entrambe erano versioni semplificate delle lingue parlate dai Tupi. I coloni portoghesi arrivarono in Brasile nel XVI secolo e incontrarono sulla costa popolazioni indigene che parlavano diverse lingue. I coloni cercarono un modo per comunicare con i vari gruppi indigeni. Le due lingue vennero usate nelle missioni gesuite e vennero anche adottate dagli schiavi neri e da altri gruppi di indios.

## Lingua generale amazzonica
La lingua generale amazzonica (língua geral amazônica) o lingua brasilica era basata sulla lingua tupinambá, parlata dai Tupi presso la costa nel Nord-est (attuali stati di Maranhão e Pará). La lingua venne portata nell'entroterra e diffusa nella regione amazzonica nel XVII e XVIII secolo. La lingua in seguito cadde in disuso a causa della preponderanza della lingua portoghese, alla forzatura del suo uso da parte del marchese di Pombal (1758), e all'espulsione dei Gesuiti dal Brasile (1759).
La lingua discendente della lingua amazzonica è lo nheengatu (scritto anche nhengatu, ñe'engatu, nyengatú), che è ancora parlato presso le coste del Rio Negro nel nord-ovest dello stato di Amazonas, nella regione sud-est della Colombia e nel dipartimento di Amazonas in Venezuela. The Ethnologue nel 2005 spiegava che ci potessero essere circa 8000 persone che parlassero la lingua. Lo nheengatu è una lingua parente del guaraní.

## Lingua generale paulista
La lingua generale paulista (língua geral paulista), o tupi australe, era una lingua che aveva come base il dialetto parlato dai Tupi nella regione di São Vicente e nella regione dell'alto Tietê. Nel XVII secolo questa lingua era diffusa e parlata a San Paolo e si diffuse nelle regioni circostanti. In seguito venne sostituita dal portoghese e si estinse.